# 青葙

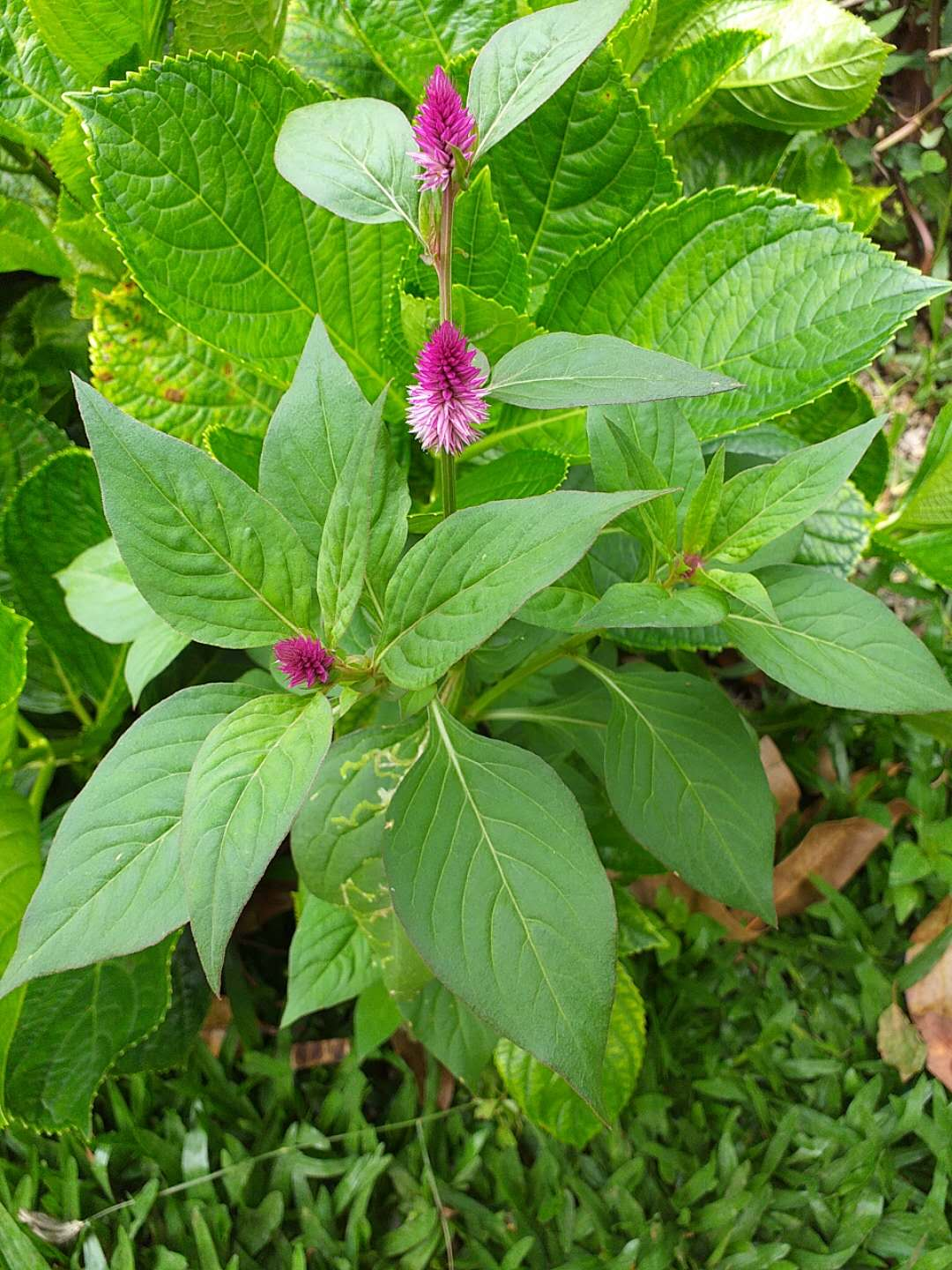
花與葉。2018台中花博，台灣。

青葙（学名：Celosia argentea）是苋科青葙属的一种植物。青葙為中藥藥材，名為青葙子的種子有清肝明目的作用。全株可做，飼料。幼嫩莖葉浸去苦味後，可作野菜食用。種子炒熟亦可加工製作各種糖食。此外，青葙花序宿存經久不凋，可供觀賞。

## 形态
一年生草本。披针形叶子。夏秋季开淡红色花，穗状花序呈圆柱状，不分枝。

## 分布
分布在非洲热带、马来西亚、俄罗斯、印度、日本、泰国、缅甸、越南、菲律宾、朝鲜以及中国大陆的各地，生长于海拔1,100米的地区，一般生于丘陵、田边、平原和山坡，目前尚未由人工引种栽培。

## 圖片

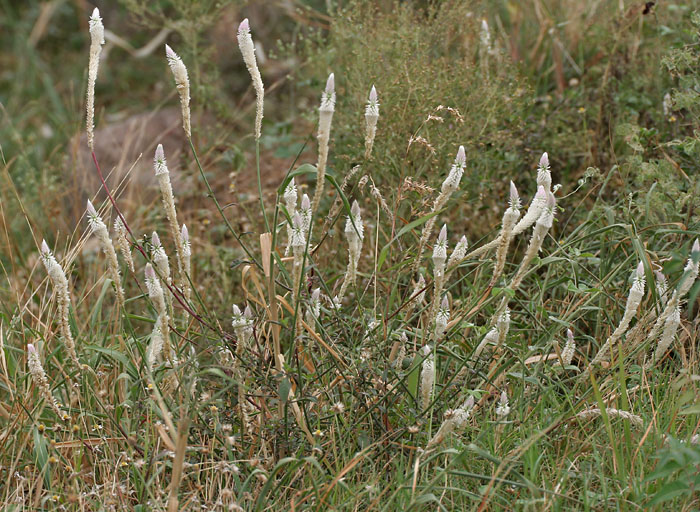
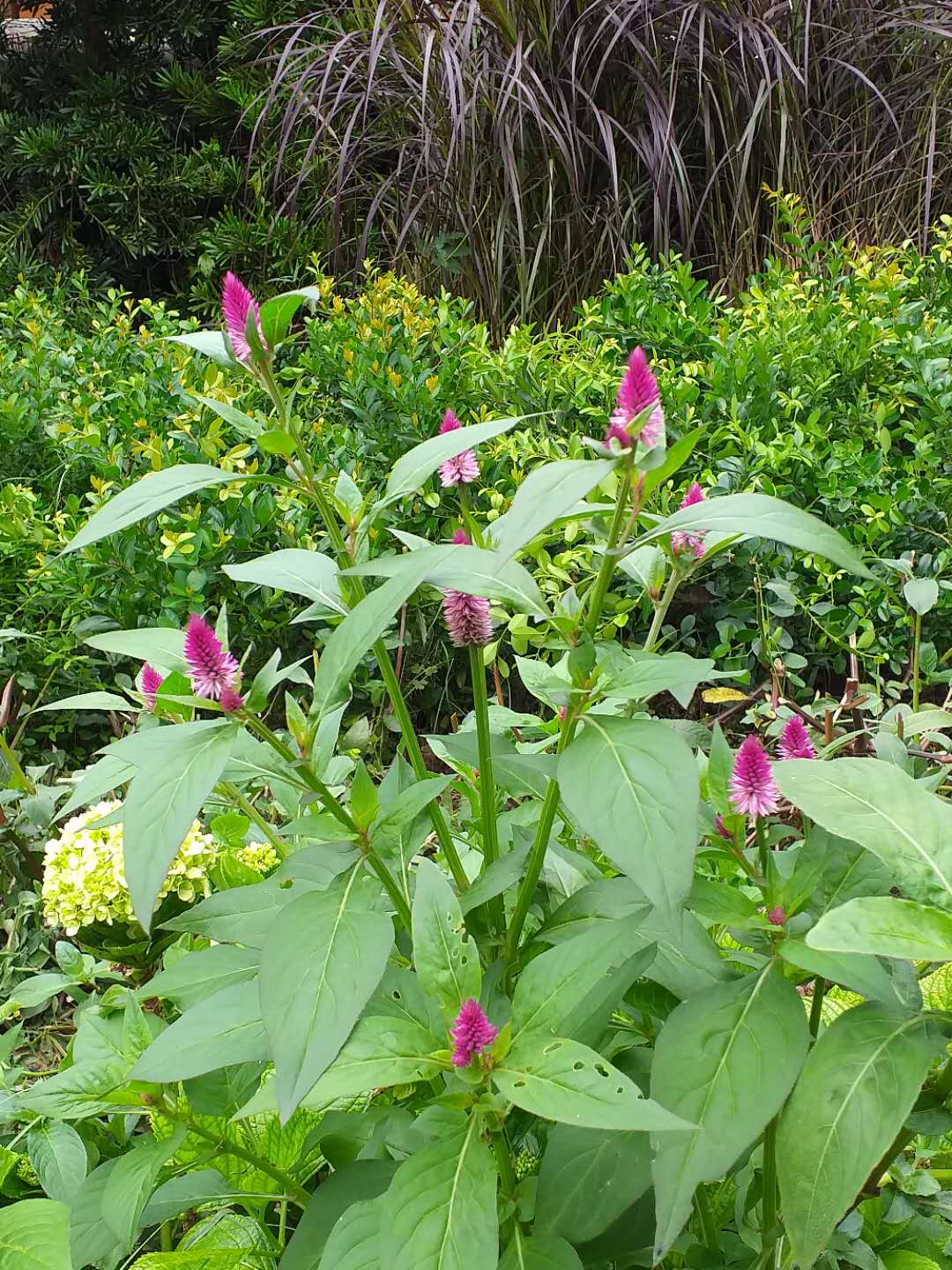
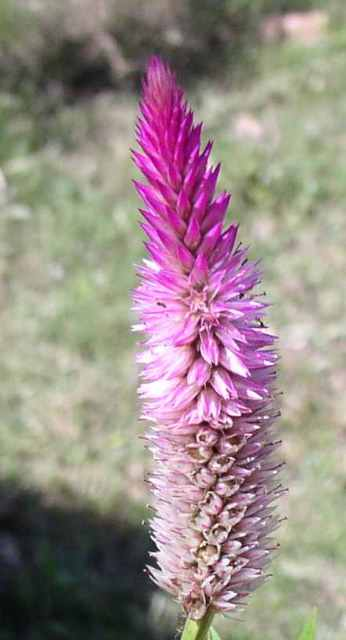
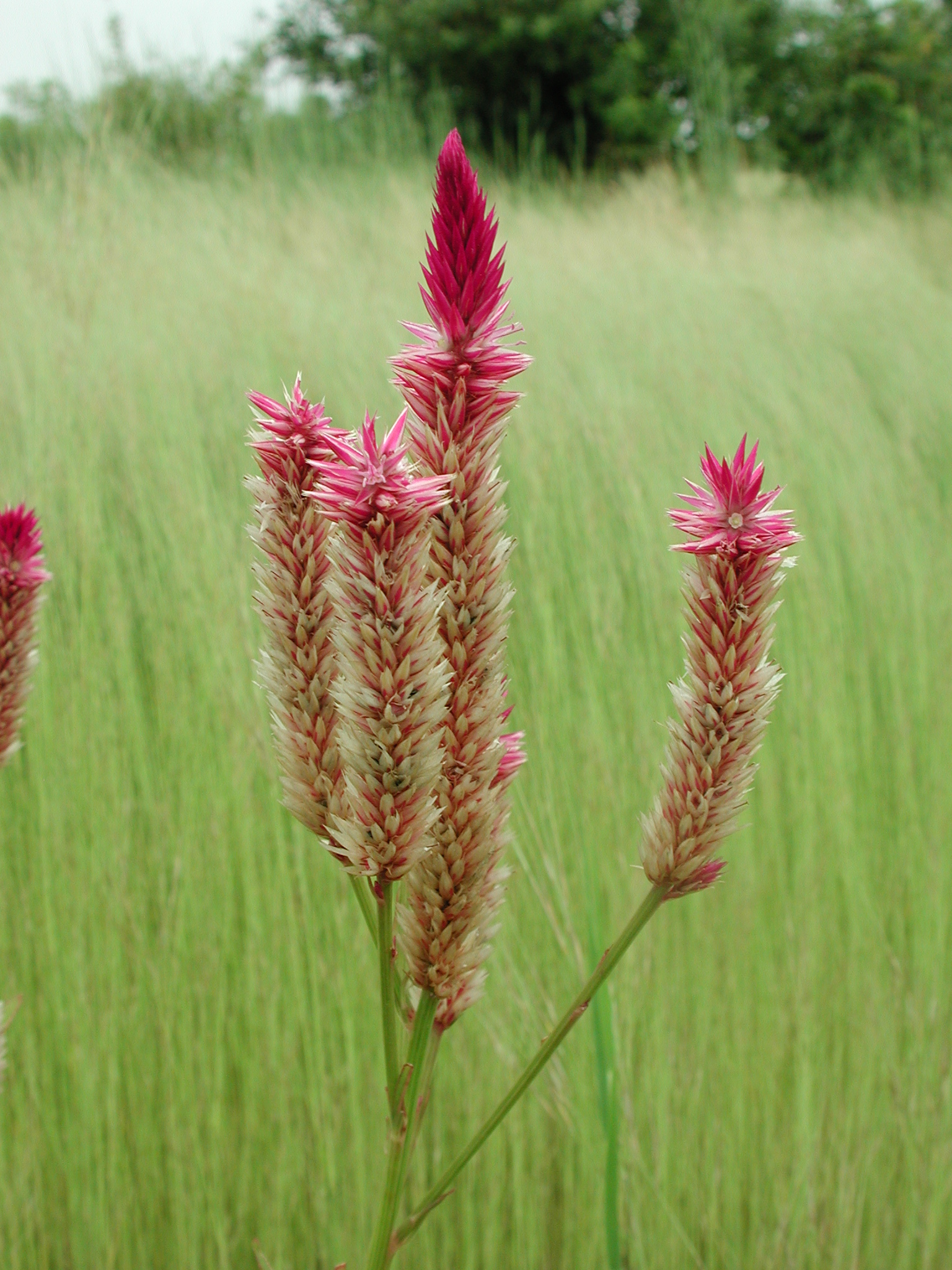
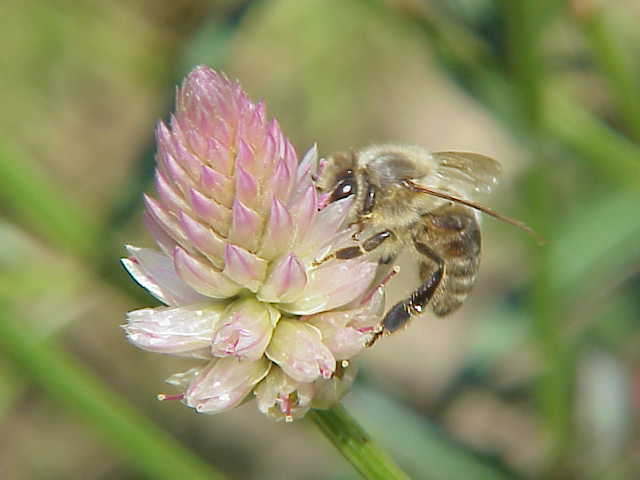

## 别名
野鸡冠花（山东、江苏、浙江、四川） 鸡冠花（福建） 百日红、狗尾草（海南）